# Запис орах код чесме (Витошевац)
Запис орах код чесме (Витошевац) се налази на парцели чији је власник Село Витошевац.

## Локација
| Општина             | Ражањ                                                                       |
| Катастарска општина | Витошевац                                                                   |
| Потес               | Село                                                                        |
| Координате          | 43° 44′ 52″ С; 21° 34′ 57″ И / 43.747799999999998° С; 21.582599999999999° И |
| Надморска висина    | 304m                                                                        |

## Карактеристике
Дендрометријске вредности утврђене на терену и сателитским снимцима:
| Стабло                     | Орах |
| Висина стабла              | m    |
| Обим дебла                 | m    |
| Пречник крошње             | 9m   |
| Пречник дебла              | m    |
| Висина дебла до прве гране | m    |

## База записа
Запис је у оквиру Викимедија пројекта "Запис - Свето дрво" заведен под редним бројем 1051.